# Sparasion marshakovi
Sparasion marshakovi är en stekelart som beskrevs av Kononova 2001. Sparasion marshakovi ingår i släktet Sparasion och familjen Scelionidae. Inga underarter finns listade i Catalogue of Life.